# Renilla reniformis
Espèce
Renilla reniformis est une espèce de cnidaires, au sein de l'ordre des Pennatules et dans la famille des Renillidae.